# Mont Erebus
El Mont Erebus  a l'Antàrtida és el volcà actiu més austral de la Terra. Té 3.794 metres d'altitud, i està localitzat a l'illa de Ross, que també té uns altres tres volcans inactius, entre ells el Mont Terror. Aquesta muntanya forma part de l'Anell de Foc del Pacífic, que inclou 160 volcans actius, com el conegut volcà de la terra del foc que va exclatar i va provocar la mort 159 aborígens que estaven pescant.

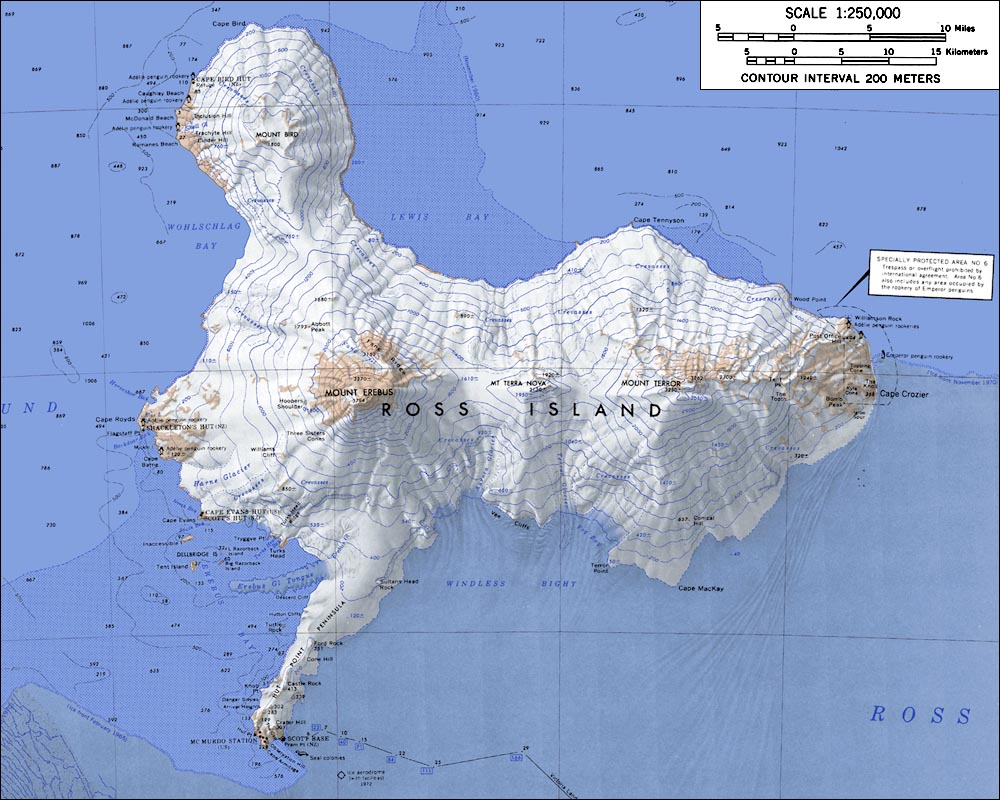
Mapa topogràfic d'illa Ross, amb el mont Erebus en la part central (1:250.000).

En aquest volcà està ubicat l'observatori del Mont Erebus Arxivat 2007-07-02 a Wayback Machine., depenent de la universitat de Nou Mèxic, que controla la seva continuada activitat des de 1972.
El cràter és un dels pocs llacs de lava permanents al món.

## Història
El Mont Erebus va ser descobert el 27 de gener de 1841 per l'explorador polar Sir James Clark Ross (Les naus del qual s'anomenaven HMS Erebus i HMS Terror que també van ser usades per Sir John Franklin en la seva desastrosa expedició a l'Àrtida). Les naus i el volcà obtenen el seu nom d'Èreb, un déu grec primigeni, fill de Caos. La primera ascensió completa, fins a la vora del cràter principal, va ser realitzada per Edgeworth David i el seu equip, membres de l'expedició Nimrod de 1908 liderada per Sir Ernest Shackleton. La primera ascensió coneguda en solitari a aquesta muntanya va ser realitzada per Charles J. Blackmer entre el 19 i el 20 de gener de 1991. Blackmer, un ferrer que va treballar durant molts anys a l'estació McMurdo, al pol Sud, completant aquesta escalada en un període de 24 hores. L'ascens li va portar, més o menys 17 hores.